# Carmenta haematica
Carmenta haematica (tên tiếng Anh: Argentine Root Borer) là một loài bướm đêm thuộc họ Sesiidae. Nó được miêu tả bởi Ureta năm 1956, và được tìm thấy ở Argentina và Chile.
Adults are day-flying và have orange (female) hoặc clear (male) wings có sải cánh khoảng 20–24 mm.
The larva of the species have been có ở plants thuộc chi Gutierrezia, bao gồm Gutierrezia solbrigii và Grindelia chiloensis.